# Експрес-тест на антигени
Швидкий тест на антиген (ШТАН), або експрес-тест, - швидкий діагностичний тест, придатний для тестування в місцях надання медичної допомоги, який безпосередньо виявляє наявність або відсутність антигену. Він зазвичай використовується для виявлення SARS-CoV-2, вірусу, що викликає COVID-19. Експрес-тести є різновидом латеральних тестів, які виявляють білок, що відрізняє їх від інших медичних тестів, які виявляють антитіла (тести на антитіла) або нуклеїнові кислоти (тести на нуклеїнові кислоти), як лабораторних, так і тих, що проводяться в місцях надання медичної допомоги. Експрес-тести, як правило, дають результат за 5-30 хвилин, вимагають мінімальної підготовки або інфраструктури та мають значні економічні переваги.
Протягом багатьох років ранній і основний клас RAT - швидкі стрептококові тести на стрептококи - настільки часто був референтом, коли згадувалися RAT або RADT, що два останні терміни часто вільно трактувалися як синоніми до них. Після пандемії COVID-19 поінформованість про РАТ більше не обмежується лише медичними працівниками, а COVID-19 став очікуваним референтом, тому за інших обставин необхідне більш точне використання цього терміну.
В основі РАТ лежить принцип взаємодії антиген-антитіло. Антитіла, спрямовані проти цільового антигену (як правило, білка на поверхні вірусу), фіксуються на індикаторній лінії хроматографічного субстрату та маркері візуалізації (як правило, маркері барвника, хоча іноді ці антитіла модифікуються для флуоресценції). Коли додається розчинений зразок, він мобілізує маркер візуалізації, який потім переміщується через хроматографічний субстрат разом зі зразком. Вірусні частинки (з якими вже зв'язалися антитіла, пов'язані з маркером візуалізації) іммобілізуються антитілами, закріпленими на індикаторній лінії, коли вони проходять через субстрат. Це також іммобілізує зв'язаний візуалізаційний маркер, що дозволяє візуально виявляти значні рівні вірусу в зразку.
Позитивний результат тесту на антиген, як правило, повинен бути підтверджений за допомогою RT-qPCR або іншого тесту з більш високою чутливістю та специфічністю.

## Застосування
Поширеними прикладами RAT або RADT є
- швидкі тести, пов'язані з тестуванням на COVID-19
- Швидкі тести на стрептокок (на антигени стрептокока)[2]
- Швидкі діагностичні тести на грип (RIDT) (на антигени вірусу грипу)
- Тести на виявлення антигенів малярії (на антигени плазмодіїв)
- Швидкі тести на кардіомаркери (на серцевий тропонін)
- Швидкі тести на онкомаркери (на раковий антиген CA125, CA15-3, CA19-9)

### Експрес-тести на антигени COVID-19
Швидкі тести на антигени COVID-19 є одним з найбільш корисних застосувань цих тестів. Часто звані тестами бічного потоку, вони надали урядам країн світу ряд переваг. Вони швидко впроваджуються з мінімальною підготовкою, пропонують значні економічні переваги, коштуючи частку від існуючих форм ПЛР-тестування, і надають користувачам результат протягом 5-30 хвилин. Експрес-тести на антигени знайшли своє найкраще застосування в рамках масового тестування або скринінгу населення. Вони є успішними в цих підходах, оскільки на додаток до вищезазначених переваг, вони виявляють осіб, які є найбільш заразними і потенційно можуть поширити вірус на велику кількість інших людей. Це дещо відрізняється від інших форм виявлення COVID-19, таких як ПЛР, які, як правило, вважаються корисним тестом для окремих осіб.

## Наукове підґрунтя та біологія, що лежить в основі
Тести на антигени та тести на антитіла часто є імуноферментними аналізами (ІФА) того чи іншого виду, такими як тест-смужки або флуоресцентний імуноферментний аналіз, однак РАТ - це імунохроматографічний аналіз, який дає візуальні результати, які можна побачити неозброєним оком. Вважається, що він є якісним, але людина, яка має досвід у проведенні РДТ-тестування, може легко оцінити результати кількісно. Оскільки це скринінговий тест, якщо чутливість і специфічність тесту відносно низькі, то результати повинні оцінюватися на основі підтверджуючих тестів, таких як ПЛР-тестування або вестерн-блот.
Однією з невід'ємних переваг тесту на антиген над тестом на антитіла (наприклад, швидкі тести на виявлення антитіл до ВІЛ) є те, що для вироблення антитіл імунною системою може знадобитися певний час після початку інфікування, але чужорідний антиген присутній одразу. Хоча будь-який діагностичний тест може мати хибнонегативні результати, цей латентний період може відкрити особливо широкий шлях для хибнонегативних результатів при тестуванні на антитіла, хоча деталі залежать від того, про яке захворювання і який тест йдеться. Вартість експрес-тесту на антигени зазвичай становить близько 5,00 доларів США.